# 京都大学自転車競技部
京都大学自転車競技部（きょうとだいがくじてんしゃきょうぎぶ、英語: Kyoto University Cycle Racing Team）は、京都市左京区にある京都大学の自転車競技チームである。京都大学体育会に属する。

## 概要
1964年6月創部。教養部の講師だった百田丈二が「自転車競技をやってみないか。自転車は貸与するから」と声をかけ、高木公三郎が初代部長に就任し発足した。当初は体力づくりに重きを置いた活動が中心だったが、1966年に和歌山県有田市で開催された第1回近畿ロードレースに参加し、2位に入賞した。ロードレースを中心に活動しているが、創部初期から30年近くサイクルサッカーに取り組んでいたほか、トラックレースやシクロクロスで結果を残した選手もいる。
2001年の全日本大学対抗選手権（インカレ）ロードレースで優勝しているほか、ロードレースを中心に各種レースでコンスタントに入賞者を出している。

## 主な戦績
- 全日本大学対抗選手権自転車競技
  - ロードレース　小嶋洋介 １位(2001年)[2]
  - ロードレース　高橋晋司 ３位(2004年)[3]
  - ロードレース　細川倫央 ４位(2004年)[3]
  - ロードレース　福原周治 ４位(2018年)[4]
- 国民体育大会自転車競技 (宮城県)[2]
  - 個人ロードレース　小嶋洋介 ３位(2001年)
- 西日本チャレンジサイクルロードレース(広島県三原市)[5]
  - U-23 1位 吉浦満 (2010年)
  - U-23 2位 長森浩平 (2010年)
- 美山サイクルロード(京都府南丹市)[6]
  - U-23 1位 宇野誓 (2010年)
- けいはんなサイクルレース(京都府相楽郡精華町)[7]
  - U-23 1位 奥村将徳(2011年)
- 山形村ヒルクライムラウンド(長野県東筑摩郡山形村)[8]
  - クラス1 1位 福原周治（2019年）

## 国際大会での戦績
- 世界大学自転車競技選手権（ベルギー・アントウェルペン）[9]
  - シクロクロス 16位 山本貴士(2006年)
- UCIアジアツアー ツールド北海道(2010年)[10]
  - 総合 49位/U-23 19位 宇野誓
- UCIアジアツアー ツールド北海道(2019年)[11]
  - チーム総合 15位 / チーム総合 U26 6位
  - 福原周治 総合 35位 / U-26 17位
  - 向井田直 総合 66位 / U-26 38位
  - 岡本裕太郎 総合71位 / U-26 43位

## 著名な関係者
- 高木公三郎　初代部長。京都大学名誉教授。
- 栃倉辰六郎　2代目部長。京都大学名誉教授。
- 塩路昌弘　3代目部長。京都大学名誉教授。
- 近藤淳也　株式会社はてな創業者。もともとサイクリング部で活動していたが、本格的に自転車競技に挑戦するため大学院2年次に休学し自転車競技部に入部[12]。
- 福島健太　起業家。